# Polina Gagarina
Polina Sergeyevna Gagarina (tiếng Nga: Поли́на Серге́евна Гага́рина, n.đ. 'pɐˈlʲinə sʲɪrˈɡʲe(j)ɪvnə ɡɐˈɡarʲɪnə'; sinh 1987) là 1 ca sĩ, người viết bài hát, diễn viên và người mẫu Nga. Cô từng đoạt giải Á quân tại Eurovision Song Contest 2015 với ca khúc "A Million Voices" và đạt giải. Năm 2018, cô cùng nam ca sĩ Egor Krid và DJ Smash được chọn thể hiện ca khúc Komanda 2018 (tiếng Nga: Команда 2018, tạm dịch nghĩa Đội bóng 2018), bài hát World Cup chính thức của nước chủ nhà Nga tại Giải vô địch bóng đá thế giới 2018
Cô sinh ngày 27 tháng 3 năm 1987 tại Moskva, nhưng thời thơ ấu của cô lại ở Hy Lạp. Mẹ của cô là một vũ công chuyên nghiệp, năm 1991 đã ký một hợp đồng với một nhà sản xuất Hy Lạp cho công việc của vũ công ballet "Alsos" ở Athens. Tuy nhiên, khi ở tuổi thiếu niên, cô trở về Nga và sống cùng bà ngoại ở Saratov. Cô cũng theo học một trường âm nhạc tại đây.
Sau khi hợp đồng với nhà sản xuất Hy Lạp chấm dứt, mẹ của Polina trở về Moskva và Polina cũng chuyển đến sống với bà. Sau khi tốt nghiệp trường âm nhạc, lúc 14 tuổi, Polina vào học trường Cao đẳng Âm nhạc Quốc gia về nghệ thuật nhạc pop và jazz. Trong khóa học thứ hai, giáo viên của cô, Natalia Andriyanova, đã mời Polina tham gia dự án âm nhạc "Star Factory".
Năm 2015, cô thể hiện ca khúc Cuckoo tiếng Nga: Кукушка, Chim cúc cu) trong bộ phim Battle for Sevastopol (tiếng Nga: Битва за Севастополь, Trận chiến Sevastopol).
Năm 2018, Polina tham gia nhóm Putin Team thân cận với Vladimir Putin, ủng hộ ông trong cuộc bầu cử Tổng thống vào năm 2018.].

## Đời tư
Cô lập gia đình 2 lần. Lần đầu tiên vào năm 2007, với diễn viên Pyotr Kislov.. Hai người có với nhau 1 người con trai tên Andrei Kislov (sinh ngày 14 tháng 10 năm 2007). Năm 2010, hai người chia tay. Đến năm 2014, cô lập gia đình với nhiếp ảnh gia Dmitry Iskhakov. Hai người có với nhau 1 người con gái tên Miya Iskhakov (sinh ngày 26 tháng 4 năm 2017).